# بيتي هيكس
بيتي هيكس (بالإنجليزية: Betty Hicks)‏ هي لاعبة غولف أمريكية، ولدت في 16 نوفمبر 1920 في لونغ بيتش في الولايات المتحدة، وتوفيت في 20 فبراير 2011 بسبب مرض آلزهايمر.